# Mong Hsat Airport
Mong Hsat Airport är en flygplats i Myanmar.   Den ligger i regionen Shanstaten, i den östra delen av landet, 300 km öster om huvudstaden Naypyidaw. Mong Hsat Airport ligger 576 meter över havet.
Terrängen runt Mong Hsat Airport är kuperad söderut, men norrut är den platt. Runt Mong Hsat Airport är det glesbefolkat, med 11 invånare per kvadratkilometer. Omgivningarna runt Mong Hsat Airport är en mosaik av jordbruksmark och naturlig växtlighet.